# عقيدتنا الدينية طريقنا إلى النصر
عقيدتنا الدينية طريقنا إلى النصر هو كتيب للفريق سعد الدين الشاذلي رئيس الأركان السابق في القوات المسلحة المصرية. هذا الكتيب عبارة عن توجيهات للجنود و الضباط لزيادة عقيدتهم القتالية عبر الاستشهاد بالآيات القرآنية و الأحاديث النبوية الشريفة وما ورد في الإنجيل. وقد وضح الفريق سعد الدين الشاذلي كيف أن العقيدة الدينية السليمة تساهم بشكل كبير في جعل الجندي أكثر قدرة على القتال والانتصار.
واجه الفريق سعد الدين الشاذلي هجوما من اللوبي الصهيوني في بريطانيا عندما أصبح سفيرا في لندن بفعل هذا الكتيب. واتهم بأنه معادي للسامية ضمن العديد من الاتهامات الأخرى بتشجيع الجنود على قتل الأسرى الإسرائيليين.